# Оум Чхеанг Сун
Оум Чхеанг Сун (кхмер. អ៊ុំ ឈាងស៊ុន; 1 червня 1900–1963) — камбоджійський державний і політичний діяч, двічі очолював уряд країни.